# Schiebel

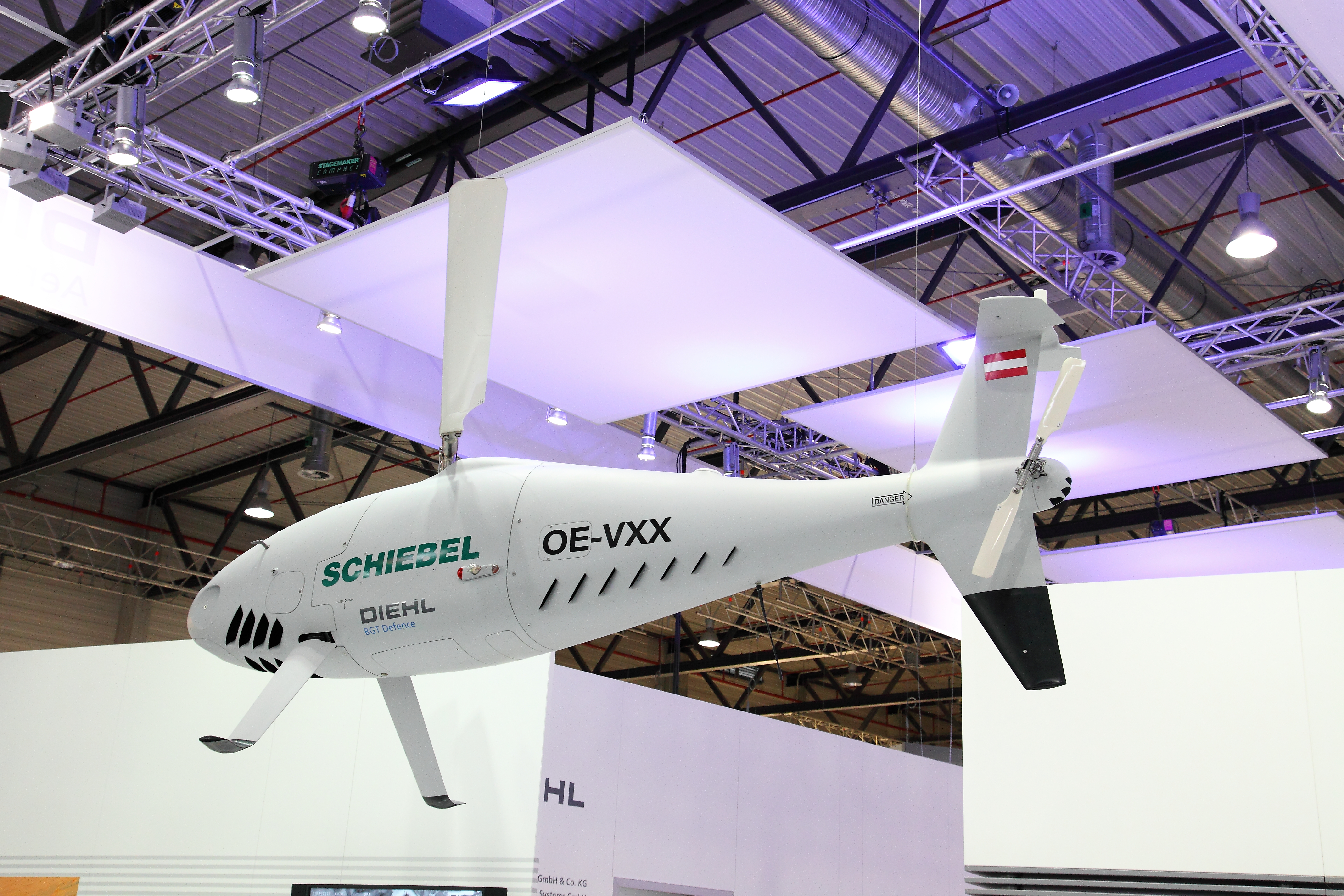
Le Camcopter S-100 au Salon aéronautique international de Berlin 2012

Schiebel est une société autrichienne basée à Vienne.
Elle produit des détecteurs de mines et des drones. Schiebel a été fondée en 1951 comme un producteur de composants électroniques.
En 2005 elle a développé le Camcopter S-100, un drone hélicoptère.

## Site web
- Site officiel